# District d'Awa
Le district d'Awa (安房郡, Awa-gun) est un district de la préfecture de Chiba au Japon.
Lors du recensement de 2000, sa population était estimée à 65 347 habitants pour une superficie de 319 km2 (réestimé depuis à 8 922 personnes pour 45 km2 en août 2010).
En 2006, la plupart des communes le composant sont fusionnées à la ville de Minamibōsō, laissant le district avec un seul bourg.

## Communes du district
- Kyonan